# Kent Nagano

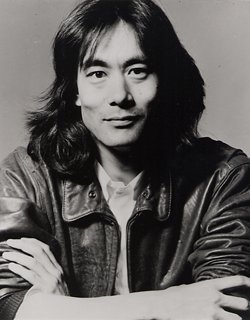
Kent Nagano, 1990er-Jahre
Foto: Rory Carnegie

Kent Nagano (* 22. November 1951 in Berkeley, Kalifornien) ist ein US-amerikanischer Dirigent mit japanischen Wurzeln. Von 2015/16 bis 2024/25 war er Generalmusikdirektor der Hamburgischen Staatsoper und des Philharmonischen Staatsorchesters Hamburg.

## Leben und Werk
Kent Nagano wuchs in Morro Bay, Kalifornien auf. Sein Vater George Kimiyoshi war Architekt und Mathematiker, seine Mutter Ruth Okamoto war Mikrobiologin und Pianistin. Beide hatten an der University of California, Berkeley studiert. Naganos Großeltern väterlicherseits hatten in Japan eine Landwirtschaft mit Gemüseanbau und wanderten 1917 nach Morro Bay in Kalifornien aus. Als sie ernstlich erkrankten, übernahmen Kents Eltern die Farm der Großeltern. Kent wuchs ohne Fernsehen, Kino und Stereoanlage auf, anstelle dessen gab es ein Klavier. Von früh an machte er mit seiner Familie Hausmusik. Als er in die örtliche Grundschule (Elementary School) eingeschult wurde, besuchte er vor und nach dem Unterricht eine dort integrierte Musikschule. Unterrichtet wurde er in Klavier und Klarinette von dem an der Münchner Musikhochschule ausgebildeten Georgier Wachtang Korisheli, einem studierten Philosophen und Hobbymaler, der manchmal auch für die Kinder Grundkurse in Kunstgeschichte oder Philosophie gab. Mit dem Lernen und Üben konnten Schule und Musik bis zu 12 Stunden täglich dauern. Bereits als Achtjähriger dirigierte er den Kirchenchor.

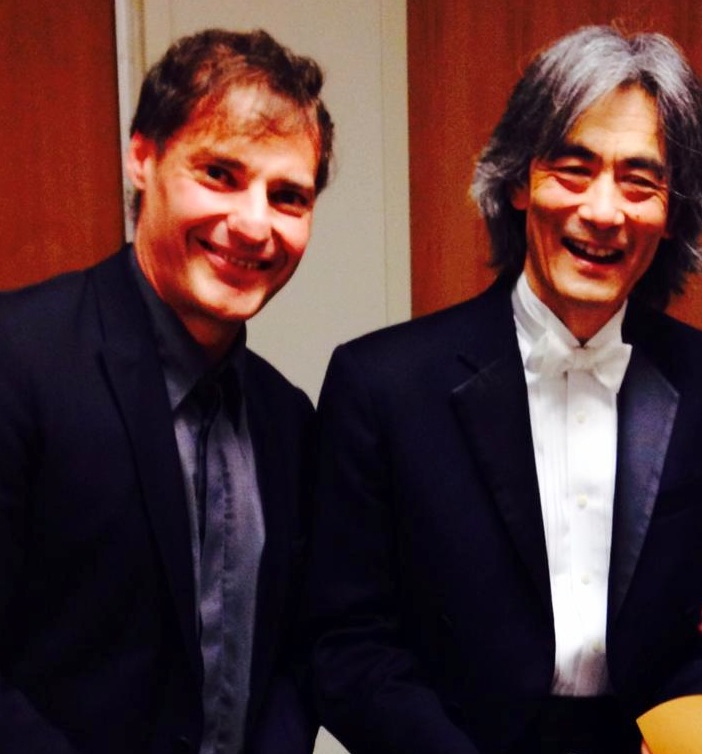
Régis Campo (links) mit Kent Nagano nach der Uraufführung von "Paradis perdu" für Sopran und Orchester am 8. August 2015 in Montreal.

Von 1970 bis 1974 studierte Nagano zunächst an der Universität von Santa Cruz Soziologie und Musik. Er setzte sein Studium in San Francisco bis 1978 fort. Hier lernte er bei dem emigrierten legendären László Varga, einem Cellisten, der u. a. auch bei den New Yorker Philharmonikern Mitglied war. Nebenbei dirigierte Nagano an der Universität Werke seiner Kommilitonen.
Von 1978 bis 2009 war Kent Nagano Music Director beim Berkeley Symphony Orchestra und ist dort weiterhin als Conductor Laureate tätig. Nagano wurde 1984 international bekannt, als Olivier Messiaen Seiji Ozawa empfahl, ihn bei der Vorbereitung zur Premiere seiner einzigen Oper Saint François d’Assise assistieren zu lassen. Diese nur selten aufgeführte Oper dirigierte er 1998 selbst bei den Salzburger Festspielen und zuletzt am 2., 6. und 9. Juni 2024 als Hamburger Generalmusikdirektor mit dem Philharmonischen Staatsorchester Hamburg in der Elbphilharmonie. Mittlerweile hat er das gesamte Konzertwerk Messiaens auf Tonträger eingespielt. Ab 1984 dirigierte er das Bostoner Sinfonie-Orchester. Seine Karriere setzte er 1989 in Lyon fort, wo er bis 1998 als musikalischer Leiter der Opéra National de Lyon diese zur zweitwichtigsten Opernbühne Frankreichs machte. Daneben wurde er von 1991 an auch Music Director beim zweitältesten britischen Orchester, dem Hallé-Orchester in Manchester bis zum Ende der Saison 1999/2000. 1994 gab er sein Debüt an der Metropolitan Opera in New York mit Francis Poulencs Dialogues des Carmélites.

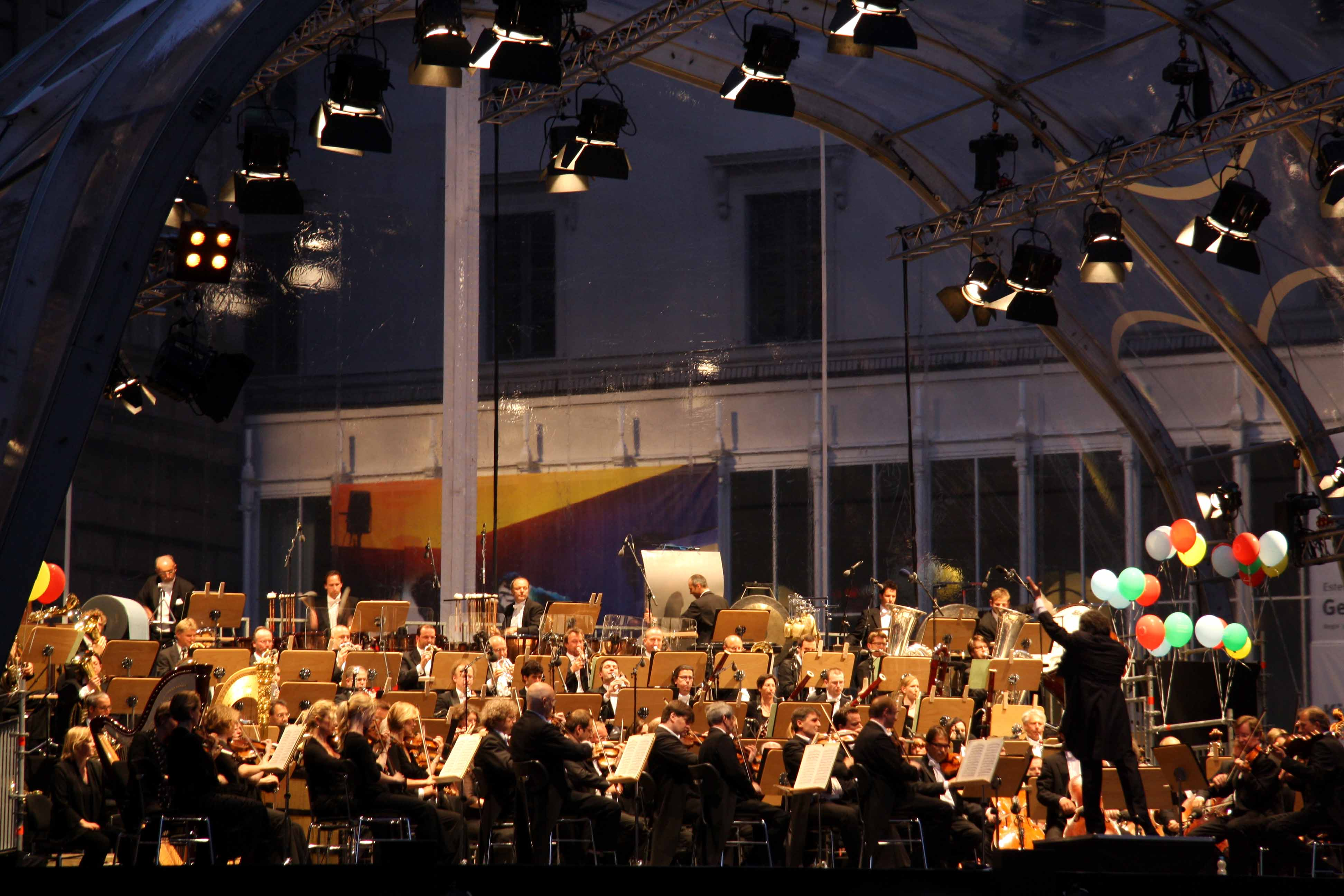
Kent Nagano 2010 bei „Oper für Alle“, eine Veranstaltung, die von der bayerischen Staatsoper jährlich organisiert wird.

Im Jahr 2000 dirigierte er bei den Salzburger Festspielen die Uraufführung von Kaija Saariahos Oper L’amour de loin. 2000 übernahm Nagano die künstlerische Leitung des Deutschen Symphonie-Orchesters in Berlin bis zum Spielzeitende 2006. Als Ausdruck der Verbundenheit ernannte das Orchester seinen scheidenden Chefdirigenten 2006 zum Ehrendirigenten – eine Auszeichnung, die in der sechzigjährigen Geschichte des Orchesters erst zum zweiten Mal vergeben wurde.
Von 2006 bis 2013 leitete Nagano als Generalmusikdirektor die Bayerische Staatsoper. Er war vierzehn Jahre lang der Directeur musical des kanadischen Orchestre symphonique de Montréal (OSM), mit dem sein Vertrag im Jahr 2020 auslief.
Von 2015/16 bis 2024/25 war er Generalmusikdirektor der Hamburgischen Staatsoper und des Philharmonischen Staatsorchesters Hamburg; Opern- und Orchesterintendant war der Schweizer Georges Delnon. 2016 leitete Nagano an der Hamburgischen Staatsoper die Uraufführung von Toshio Hosokawas Oper Stilles Meer.
Die Salzburger Festspiele 2018 eröffnete Kent Nagano – noch als Dirigent des Orchestre symphonique de Montréal – mit dem Oratorium in lateinischer Sprache, der Lukaspassion von Krzysztof Penderecki aus dem Jahre 1966.
In der Saison 2023/24 wird Kent Nagano unter anderem in der Rosey Concert Hall im schweizerischen Rolle, im Konzerthaus Bozen, im Maison symphonique in Montréal, im Concertgebouw in Amsterdam, in der Tonhalle in Zürich, in der Philharmonie in Berlin, in der Konzerthalle in Bamberg und im Kulturpalast in Dresden zu hören sein. Darüber hinaus wird er das Orchestre de l’Opera de Lyon dirigieren und eine Neuproduktion von Ligetis Le Grand Macabre von Krzysztof Warlikowski an der Bayerischen Staatsoper in München leiten.

## Lehrtätigkeit
Seit 2005 ist Kent Nagano Ehrendoktor der McGill University in Montréal/Kanada, seit 2006 Ehrendoktor der Université de Montréal und seit 2018 Ehrendoktor der San Francisco State University in den USA.
Im Oktober 2020 wurde Kent Nagano in Anbetracht „seiner herausragenden Verdienste um die Musikkunst“ zum Mitglied der Royal Swedish Academy of Music gewählt.
Im Jahr 2021 ernannte ihn die Hochschule für Musik und Theater in Hamburg zum Professor.

## Privates
Kent Nagano ist seit 1991 mit der japanischen Pianistin Mari Kodama verheiratet und hat mit ihr eine Tochter namens Karin Kei Nagano, die Pianistin ist.

## Auszeichnungen
- 1995 Grammy Award for Best Opera Recording für Susannah mit Orchester und Chor der Opéra National de Lyon
- 2007: Ehrenbürgerschaft der Stadt Montreal[12]
- 2008: Orden der Aufgehenden Sonne, Gold Rays with Rosette[13]
- 2010: Wilhelm-Furtwängler-Preis, Beethovenfest Bonn
- 2011: Bayerische Europamedaille[14]
- 2012: Wilhelm-Furtwängler-Preis[15]
- 2013: Bayerischer Verdienstorden
- 2017: Echo Klassik (Dirigent des Jahres)
- 2017: „Compagnon“ des „Ordre des arts et des lettres“ von Québec/Kanada[16]
- 2017: Juno Award für Classical Album of the Year – Vocal or Choral Performance, Orchestre Symphonique de Montréal dirigiert von Kent Nagano (L’Aiglon)
- 2020: Wahl zum Mitglied der Royal Swedish Academy of Music
- 2020: Juno Award für Classical Album of the Year – Orchestre Symphonique de Montréal dirigiert von Kent Nagano (The John Adams Album)
- 2023: „Chevalier“ im „Ordre des art et des lettres“ von Frankreich
- 2024: Großes Verdienstkreuz des Bundesverdienstordens[17]
- 2024: Brahms-Preis[18]

## Zitate
„Durch Fragen, die die Künste aufwerfen, und durch Antworten, die sie herausfordern, erleben wir eine Schönheit, die mit schönem Aussehen nichts zu tun hat. Auch Schwäche, Tragisches oder Abstoßendes kann unglaublich schön sein. Denn schön ist jede Erfahrung, die uns dem Wesenskern der Dinge, dem Urgrund allen Daseins näher bringt. […]
 Mir ist klar, dass die schönen Künste, Tanz, Musik und Theater, nicht für jeden Menschen dieselbe Bedeutung haben können, dass sie nicht so leicht zugänglich sind wie Pop-Art oder Pop-Musik.“

## Schriften
- mit Inge Kloepfer: Erwarten Sie Wunder! Expect the Unexpected. Berlin-Verlag, Berlin 2014, ISBN 978-3-8270-1233-3, Inhaltsverzeichnis, Autobiografie.
- mit Inge Kloepfer: 10 Lessons of My Life: Was wirklich zählt, Berlin-Verlag, Berlin 2021, ISBN 978-3-8270-1447-4, Inhaltsverzeichnis.

## Filmografie
- Nagano Road. Kent Nagano – Ein Dirigent zwischen Welten und Kulturen. Dokumentation, Deutschland, 2002, 45 Min., Buch und Regie: Daniel Finkernagel und Alexander Lück, Produktion: finkernagel & lück medienproduktion, Inhaltsangabe und Filmausschnitt, 4:48 Min.
- Kent Nagano – Neue Wege, neue Klänge. Filmporträt, 2006, 58 Min., Buch und Regie: Oliver Becker, Produktion: Deutsche Welle TV, Inhaltsangabe vom ARD.
- Kent Nagano dirigiert Monumente der Klassik. Musik-Dokumentation, Deutschland, 2006, Buch und Regie: Oliver Becker und Ellen Fellmann, Produktion: Deutsche Welle TV und Unitel classica.[20]
- Kent Nagano – Montreal Symphony. Deutschland, Kanada, 2010, 97 Min., Buch und Regie: Bettina Ehrhardt, Kino-Start: 13. Januar 2011, Inhaltsangabe von film-lexikon.com.
- Naganos Kinderlieder. Musik-Dokumentation, Deutschland, 2010, 60 Min., Regie Nadja Frenz, Produktion: Vidicom und NDR, Inhaltsangabe von ARD.
- Der Traum des Dirigenten Kent Nagano. Dokumentarfilm, Deutschland, 2017, 55:20 Min., Buch und Regie: Nadja Frenz und Inge Kloepfer, Kamera: Jan Kerhart, Produktion: Vincent TV, ICI artv, NDR, arte, Reihe: Stars und Newcomer am Dirigentenpult, Erstsendung: 26. November 2017 bei arte, Inhaltsangabe von ARD.